# Boolite
 (septembre 2020).
Boolite est une localité à l'ouest de l'État du Victoria en Australie à 261 km au nord-ouest de Melbourne dans le comté de Yarriambiack. Elle est située dans le Wimmera et compte 37 habitants en 2016.